# Libanon

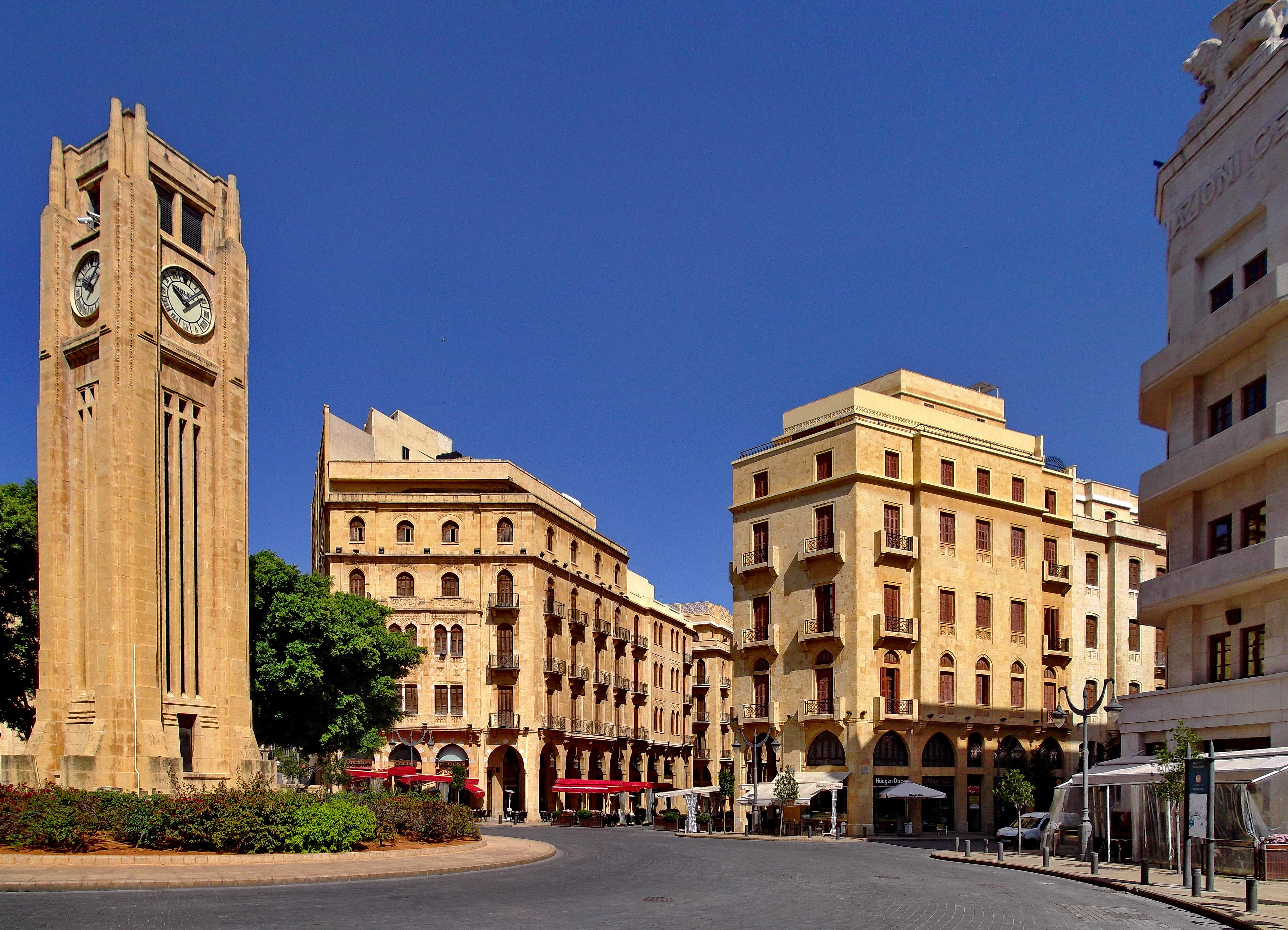
Der Platz Sāhat an-Nadschma (ساحة النجمة), französisch Place de l'Étoile, im Zentrum von Beirut

Libanon ([ˈliːbanɔn] oder der Libanon, amtlich: Libanesische Republik; arabisch الجمهورية اللبنانية) ist ein Staat in Vorderasien am Mittelmeer. Er grenzt im Norden und Osten an Syrien und im Süden entlang der Blauen Linie an Israel. Im Westen wird er vom Mittelmeer begrenzt. Der Libanon wird zum Maschrek und zur Levante gerechnet. In ihm lebten 2022 etwa 5,5 Millionen Menschen, knapp die Hälfte davon in der Hauptstadtregion Beirut. Die beiden nächstgrößten Städte sind Tripoli im Norden und Sidon im Süden.
Ursprünglich das Land der Phönizier, wurde der Libanon in der Antike wie die gesamte Levante Teil des Reiches Alexanders des Großen, später des Römischen Reiches und im Zuge der islamisch-arabischen Expansion zwischen 634 und 640 n. Chr. Teil der arabischen Welt, zu der er bis heute gehört. Seine Bevölkerung spricht Arabisch und gehört verschiedenen islamischen und christlichen Bekenntnissen an, wobei der christliche Bevölkerungsteil im Vergleich zu dem in anderen arabischen Ländern besonders hoch ist (mehr als 40 % der Gesamtbevölkerung).
Während des Zweiten Weltkriegs erlangte der Libanon seine Unabhängigkeit von Frankreich. Im Nationalpakt von 1943 wurde ein politisches System begründet, in dem den Vertretern bestimmter religiöser Gruppen nach einem festen Verteilungsschlüssel im Sinne eines Religionsproporzes Positionen und Ämter zugewiesen werden. 1948 war Libanon am Palästinakrieg beteiligt. Der junge Staat hielt sich rund drei Jahrzehnte stabil und erlebte einen wirtschaftlichen Aufschwung, der ihm den Ruf einer „Schweiz des Nahen Ostens“ einbrachte. Fortwährende Spannungen zwischen den Bevölkerungsgruppen entluden sich von 1975 bis 1990 im Libanesischen Bürgerkrieg, währenddessen es zu Besetzungen durch die beiden Nachbarstaaten Syrien und Israel kam. Die innerlibanesischen Frontlinien verliefen hauptsächlich zwischen den Glaubensgemeinschaften und Ethnien (christliche Gemeinschaften, sunnitische und schiitische Muslime, Drusen, Palästinenser) und zwischen rechten und linken Kräften; als Stützpunkt palästinensischer Kämpfer (PLO) war das Land außerdem in den Palästinakonflikt verwickelt, in dem es nach dem Krieg von 1948 eine neutrale Position einzunehmen versuchte. Im Jahr 2000 zogen die israelischen, 2005 die letzten syrischen Besatzungstruppen ab. Danach gewann Libanon ein gewisses Maß an Stabilität zurück, doch wird der fortschreitende Wiederaufbau durch die indirekte Einbindung des Landes in die größeren Konflikte der Region behindert, etwa durch die Verbindungen der libanesischen Schiiten mit der Islamischen Republik Iran (und bis 2024 mit Syrien) sowie der libanesischen Sunniten mit Saudi-Arabien. Die Herrschaft im Süden des Landes übt die islamistische Hisbollah aus, die sich dem Befehl staatlicher Autoritäten entzieht. Seit 2019 befindet sich Libanon in einer schweren Wirtschaftskrise; das Land hat seit Beginn des Syrischen Bürgerkriegs circa 1,5 Millionen syrische Flüchtlinge aufgenommen, und schätzungsweise ein Drittel der Einwohner ist von Hunger bedroht. Trotz der Krisen gilt Libanon neben Israel als eines der freiesten Länder im Nahen Osten mit einer kulturellen Strahlkraft, die nach wie vor auch ein internationales Publikum anzieht.

## Etymologie des Landesnamens
Das über 3000 Meter hohe Libanon-Gebirge ist im Winter schneebedeckt. Von seinen weißen Gipfeln ist der Landesname abgeleitet, der auf die semitische Wortwurzel L–B–N („weiß“) zurückgeht.

## Geographie

### Landschaften
Das Land gliedert sich in vier Landschaftszonen, die parallel zur Küste verlaufen:
1. den 225 Kilometer langen schmalen Küstenstreifen, der steil zum Gebirge ansteigt und sich nur im Norden und Süden des Landes weitet,
2. das in Nord-Süd-Richtung verlaufende stark zerklüftete Libanongebirge,
3. die Bekaa-Ebene im Osten sowie
4. den trockenen Anti-Libanon-Gebirgszug und den Hermon, der die Grenze zu Syrien bildet.

Der Litani ist mit 140 Kilometern der längste Fluss des Libanon, dessen Lauf vollständig innerhalb des Staatsgebietes liegt. Weitere nennenswerte Flüsse sind der nach Syrien und in die Türkei fließende Orontes und der Hasbani, einer der drei Quellflüsse des Jordan.
Seit der Antike liegen die meisten Städte (Beirut, Tripoli, Sidon etc.) im Küstenstreifen. Das Hinterland ist dünner besiedelt, teils ländlich, in der Umgebung von Beirut stark zersiedelt und dient der Landwirtschaft, als Vorort, als Sommerfrische der Großstädter sowie als touristischer Anziehungspunkt mit eindrucksvoller Natur, alten Dörfern und alten Klöstern. Eine weitere städtische Agglomeration, Zahlé, findet sich in der Bekaa-Ebene im Osten, die zwar im Regenschatten des Libanon-Gebirges liegt, doch aufgrund von künstlicher Bewässerung für Wein-, Obst- und Getreideanbau und Milchwirtschaft genutzt wird.

### Klima
Entsprechend den Unterschieden in der Landschaft des Libanon ist auch das Klima sehr unterschiedlich. An der Küste herrscht mediterranes Klima mit trockenen, warmen Sommern und feuchten, regenreichen Wintern. Im Gebirge herrscht ausgesprochenes Gebirgsklima, wobei auch hier der Hauptniederschlag im Winter fällt und dann hauptsächlich in Form von Schnee. An der Grenze zu Syrien herrscht ein trockenes Steppenklima, das den Übergang zum Wüstenklima des südlichen Syriens und Jordaniens bildet. In Beirut liegen die Temperaturen am Tag bei durchschnittlich 18 °C im Januar und bei 30 °C im Juli und August. Im Dezember und Januar gibt es durchschnittlich 11 Regentage in Beirut, während der August im Allgemeinen völlig trocken bleibt.

### Städte
Im Jahr 2023 lebten 89 Prozent der Einwohner Libanons in Städten. Die größten Städte mit ihren Einwohnerzahlen (geschätzt; die Zahlen basieren auf der Volkszählung von 1932 und dem Zensus von 1970):
- Beirut (Hauptstadt): 2.100.000,
- Tripoli (arabisch Tarabulus): 500.000,
- Zahlé: 200.000,
- Sidon (arabisch Saida): 100.000,
- Tyros (arabisch Sour): 70.000.

## Bevölkerung

### Demografie
Im Jahr 2023 hatte der Libanon 5,4 Millionen Einwohner. Trotz eines Geburtenüberschusses (Geburtenziffer: 14,6 pro 1000 Einwohner vs. Sterbeziffer: 8,9 pro 1000 Einwohner) sank die Bevölkerung durch Migration. Die Anzahl der Geburten pro Frau lag 2022 statistisch bei 2,1. Die Lebenserwartung der Einwohner Libanons ab der Geburt lag 2022 bei 74,4 Jahren. Der Median des Alters der Bevölkerung lag im Jahr 2021 bei 28,3 Jahren. Im Jahr 2023 waren 27,3 Prozent der Bevölkerung unter 15 Jahre, während der Anteil der über 64-Jährigen 10,3 Prozent der Bevölkerung betrug.

### Bevölkerungsstruktur
Von den Einwohnern sind etwa 95 % arabischer, 4 % armenischer, 1 % anderer Abstammung. Im Land verteilt leben zudem kurdische, 408.438 bei UNRWA registrierte palästinensische sowie irakische und syrische Flüchtlinge. Zudem lebt dort ein großer Teil der Volksgruppe Mhallamiye, deren Ursprung in der türkischen Provinz Mardin liegt. Diese sind hauptsächlich in den 1920er und 1940er Jahren in den Libanon eingewandert. Sie sprechen arabisch, werden aber oft als Kurden bezeichnet.
Die Bevölkerungsstruktur hat sich ab 2011 durch den Zustrom zahlreicher Flüchtlinge des syrischen Bürgerkriegs stark verändert, das Land nahm ca. 1,5 Mio. Syrer auf. Flüchtlinge machten damit etwa ein Viertel der Wohnbevölkerung des Libanon aus. Der Libanon hatte von allen Staaten der Welt den höchsten Anteil von Flüchtlingen an der Gesamtbevölkerung. Ende 2024 nahm deren Zahl wieder stark ab infolge des Sturzes der syrischen Assad-Regierung sowie israelischer Angriffe auf den von der Hisbollah regierten Südlibanon.
Der rapide Bevölkerungsanstieg binnen weniger Jahre stellt die Wirtschaft und die Infrastruktur vor große Belastungen. Es kommt zu Engpässen bei der Versorgung mit elektrischem Strom und Trinkwasser, deren ohnehin schon defizitäre Infrastruktur der zusätzlichen Nachfrage nicht gewachsen ist. Laut einer Schätzung von Amnesty International lebten im Libanon im Jahr 2019 mehr als 250.000 Ausländer im Kafala-System, und damit etwa acht Prozent der Erwerbsbevölkerung des Landes.
Da der Libanon für die letzten 50 Jahre eine sehr starke Landflucht aufweist, lebt der Großteil der Bevölkerung in Städten, vor allem in der Hauptstadt Beirut und Vororten. Dort lebt und arbeitet fast die Hälfte der Libanesen.

### Sprachen

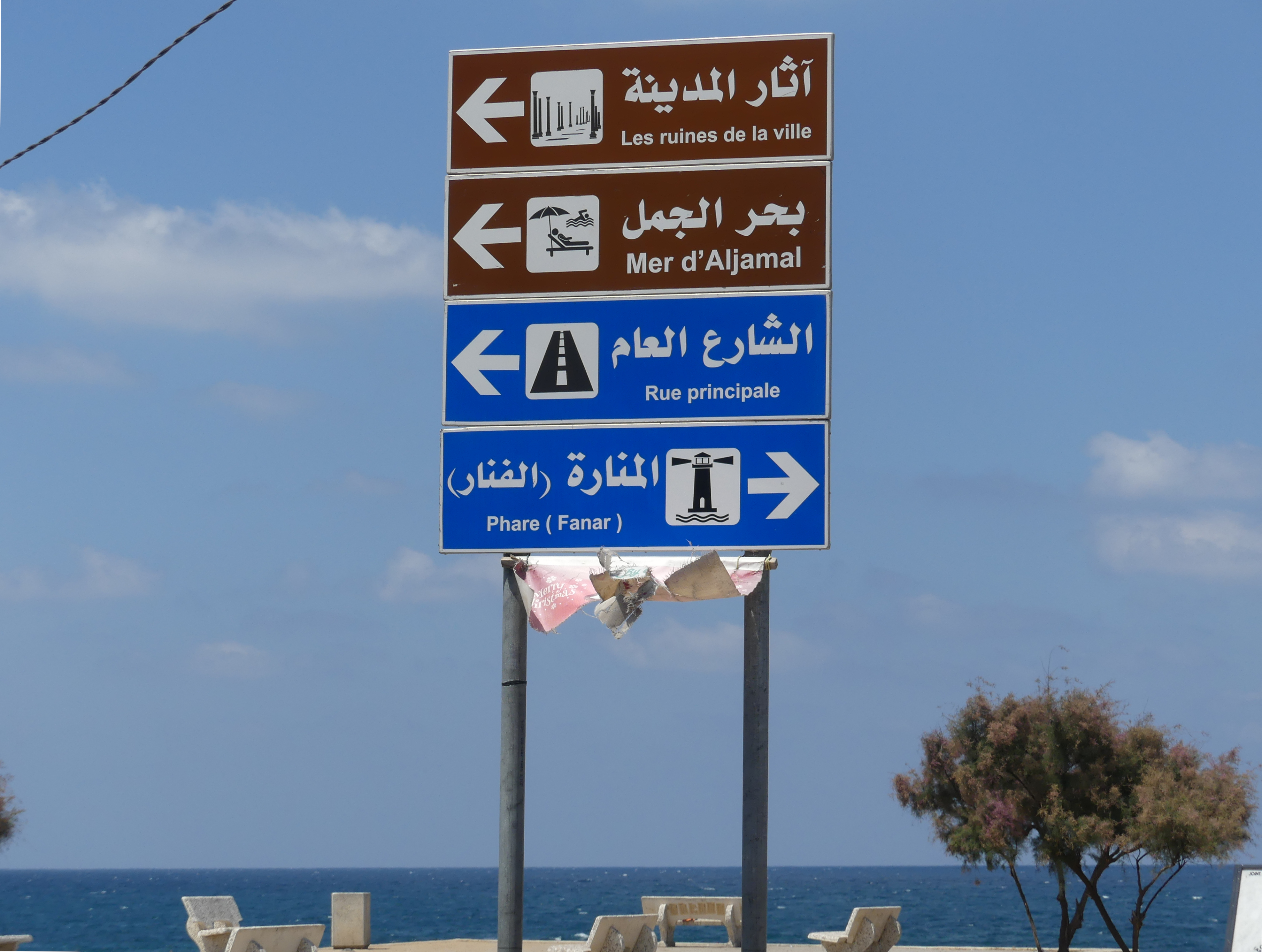
Zweisprachiges Verkehrsschild in Tyros: arabisch und französisch

Die große Mehrheit der Libanesen spricht als Muttersprache libanesisches Arabisch, einen dem syrischen Arabisch und dem palästinensischen Arabisch sehr ähnlichen Dialekt; in Zeitungen, Magazinen und in den öffentlichen Rundfunkmedien wird das Hocharabische verwendet. Kleine Minderheiten der Bevölkerung sprechen Armenisch (Westarmenisch), Kurdisch und Aramäisch, das auch die Liturgiesprache der maronitischen Kirche und anderer syrischer Kirchen ist.
Daneben ist Französisch als Verkehrs- und Elitensprache, heute als Drittsprache auch Englisch, verbreitet. Fast 40 % der Libanesen sind frankophon und weitere 15 % „teilweise frankophon“; zwei Drittel der Sekundarschüler Libanons verwenden Französisch als Unterrichtssprache. Von diesen verwenden gut 20 % Französisch täglich. Das Englische wird inzwischen in einem Drittel der Sekundarschulen des Libanon als Zweitsprache verwendet. Es gewinnt zunehmend in der Wissenschaft und in Wirtschaftsinteraktionen an Bedeutung, während Französisch die Sprache ist, die allgemein von Intellektuellen oft verwendet wird.

### Religionen
Die Berge des Libanon, namentlich das namensgebende Libanon-Gebirge, stellen traditionell ein Rückzugsgebiet für verschiedene religiöse Minderheiten der Levante dar. Es gibt im Libanon 18 anerkannte Religionsgemeinschaften, die größten davon sind die maronitischen Christen, die schiitischen und sunnitischen Muslime. Daneben gibt es Drusen, griechisch-orthodoxe Christen, melkitische griechisch-katholische Christen, armenisch-apostolische Christen, armenisch-katholische und protestantische Christen sowie koptische Christen, Alawiten und wenige Juden.
Im Jahr 1956 wurde der Anteil der Christen im Libanon mit 54 % der Bevölkerung angegeben; er bildete damit die Mehrheit gegenüber Muslimen, Drusen u. a. Weil seit 1932 keine Volkszählung durchgeführt wurde, liegen keine verlässlichen Angaben zur heutigen Größe der einzelnen Gemeinschaften vor. Doch wird geschätzt, dass der Anteil der Christen wegen niedrigerer Geburtenraten, höherer Emigration und überwiegend nicht-christlicher Immigration auf etwa 40 % zurückgegangen ist. Die Maroniten leben vor allem im Westen des Landes nördlich von Beirut, die orthodoxen Christen insbesondere im Nordwesten.
Nach neuesten Angaben müssten Muslime einen Anteil von über 60 % der Gesamtbevölkerung des Libanon ausmachen. Die Sunniten leben hauptsächlich in den Küstenstädten Beirut, Sidon und Tripoli sowie in ländlichen Gebieten im Südosten und Norden des Landes, während die Schiiten besonders in den südlichen Vororten (Dahiya) von Beirut sowie im Nordosten und Süden des Libanon leben. Die Zahl der Schiiten betrug 1980 Schätzungen zufolge 780.000 und 1,37 Millionen im Jahr 1996. Daneben stellen Drusen ca. 7 % der Bevölkerung. Die meisten Drusen leben verstreut im Zentrum des Landes südlich von Beirut im Gebirgsabschnitt Chouf und Umgebung und am Hermonmassiv.

### Diaspora
Bereits seit Mitte des 19. Jahrhunderts sind vor allem christliche Libanesen aufgrund von religiösen Repressionen aus ihren Heimatgebieten ausgewandert. Seither existiert eine mehrere Millionen Personen zählende libanesische Diaspora, die größer als die Bevölkerung des Libanon selbst ist. Sie lebt vor allem in Nordamerika (USA und Kanada), Lateinamerika, Frankreich sowie in den frankophonen Staaten Subsahara-Afrikas. In den ersten Jahren des Bürgerkriegs verließen vermutlich mehr als eine halbe Million Menschen das Land – da offizielle Zahlen nicht verfügbar sind, handelt es sich um Schätzungen.
Brasilien zählt heute die größte Zahl von Bürgern libanesischer Herkunft (ca. 4 % der brasilianischen Bevölkerung). Geschätzt auf etwa zehn Millionen, wird die libanesischstämmige Minderheit überwiegend von Christen gebildet, deren Vorfahren bei einer Einwanderungsbewegung in den 1850er Jahren, aber auch während späterer Krisen im Nahen Osten, nach Brasilien einwanderten. Eine große Anzahl von Libanesen emigrierte zudem nach Westafrika, insbesondere in die Elfenbeinküste (Heimat von über 100.000 Libanesen) und in den Senegal (knapp 30.000 Libanesen). Australien ist die Heimat von über 270.000 Libanesen (Schätzung 1999). Frankreich stellte seit dem späten 19. Jahrhundert einen kulturellen Bezugspunkt vor allem für die intellektuelle Oberschicht des Landes dar; eine dauerhafte Einwanderung von Libanesen nach Frankreich gibt es seit dem Beginn des Bürgerkrieges im Jahr 1975.

### Bildung
Der Alphabetisierungsgrad bei Erwachsenen (> 15 Jahre) betrug 2015 (geschätzt): 93,9 %
2013 lebten im Land mehr schulpflichtige syrische als schulpflichtige libanesische Kinder, zu viele, um sie alle im öffentlichen Bildungssystem zu unterrichten. Zwischen 2011 und 2013 verdoppelte sich die Arbeitslosigkeit auf 20 %. Im Dezember 2012 entfielen 40 % aller Arztbesuche auf syrische Flüchtlinge.

### Gesundheit
Die Gesundheitsausgaben des Landes betrugen im Jahr 2021 10,1 % des Bruttoinlandsprodukts. Im Jahr 2019 praktizierten in Libanon 26,2 Ärztinnen und Ärzte je 10.000 Einwohner. Die Sterblichkeit bei unter 5-jährigen betrug 2022 17,4 pro 1000 Lebendgeburten. Die Lebenserwartung der Einwohner Libanons ab der Geburt lag 2022 bei 74,4 Jahren (Frauen: 76,6, Männer: 72,2). Die Lebenserwartung stieg von 73,9 Jahren im Jahr 2000 bis 2022 um 1 %.

## Geschichte

### Altertum

Phönizisches Stammland, grün unterlegt, vom Norden des heutigen Staates Israel bis zur heute syrischen Mittelmeerküste nördlich des Libanon

Handelsrouten und wichtige Städte der Phönizier; das Stammland rot unterlegt

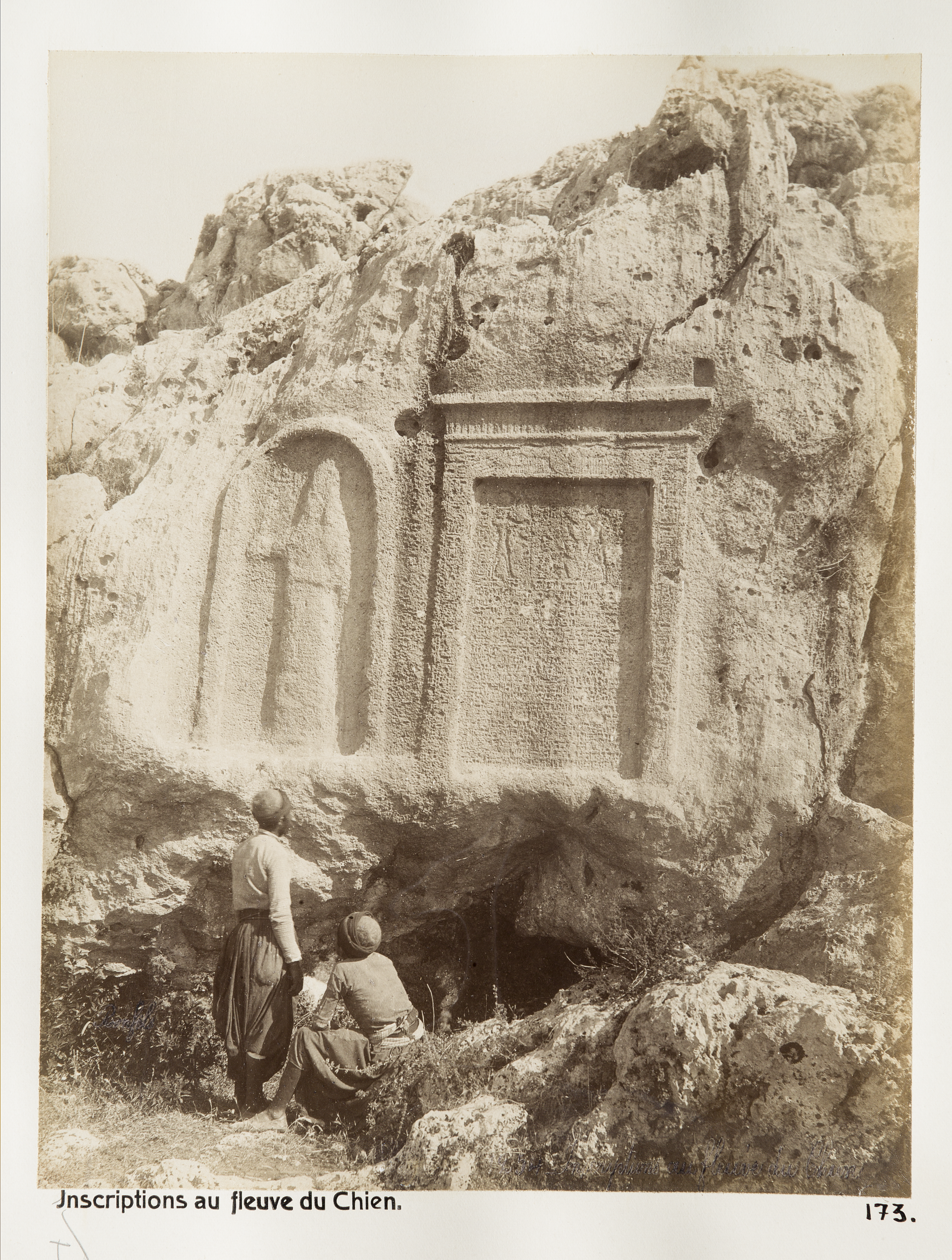
Die zum UNESCO-Weltdokumentenerbe gehörenden Felsinschriften an der Mündung des Nahr al-Kalb erzählen von der wechselhaften Geschichte des Landes. Darunter sind drei Siegesinschriften von Pharao Ramses II., sieben assyrische und babylonische (u. a. von Asarhaddon und Nebukadnezar II.), drei römische (u. a. von Caracalla und Theodosius I.), zwei arabische (von Barqūq und Fachreddin II.) und fünf neuzeitliche (u. a. von der französischen Intervention 1860, der Vertreibung der Osmanen 1917 und der Unabhängigkeit des Libanon 1943)

Früheste archäologische Spuren menschlicher Zivilisation im Libanon finden sich bereits mehr als 7000 Jahre vor den ersten schriftlichen Aufzeichnungen. Im Altertum spielten den Libanon einbeziehende Großreiche wie Ägypten und Assyrien und etwa vom 15. Jahrhundert v. Chr. an die weitgehend unabhängigen phönizischen Stadtstaaten an der Küste des Libanongebirges, Byblos, Tyros, Sidon u. a., eine bedeutende Rolle im östlichen Mittelmeerraum und darüber hinaus. Der Libanon war die Heimat der zu den Kanaanitern zählenden Phönizier und Teil des in der Bibel wie in ägyptischen Quellen erwähnten Landes Kanaan.
Die Blütezeit der phönizischen Kultur dauerte von ca. 1550 bis 539 v. Chr. Als Handels- und Seefahrervolk gründeten die Phönizier insbesondere im westlichen Mittelmeerraum bis hin zur iberischen Halbinsel Handelskolonien, die dort zuletzt als Karthagisches Reich unter der Führung der Stadt Karthagos eine beherrschende Stellung einnahmen und erst mit dem Aufstieg Roms an Bedeutung verloren (siehe Punische Kriege).
Phönizische Seefahrer und Händler vermittelten im 8. Jahrhundert v. Chr. die phönizische Schrift, eine frühe Alphabetschrift, ins archaische Griechenland. Dort wurde das phönizische zum griechischen Alphabet umgeformt, aus dem danach das lateinische und später das kyrillische Alphabet entstanden. Auch der Name „Europa“ soll auf das Phönizische zurückzuführen sein, namentlich auf das Wort erob (Sonnenuntergang, Westen). Auch zahlreiche Alphabetschriften im asiatischen Raum (Hebräisch, Aramäisch, Arabisch, Sanskrit etc.) gehen auf die phönizische Alphabetschrift zurück.
Ab dem 16. Jahrhundert v. Chr. standen die phönizischen Stadtstaaten unter der Oberhoheit des ägyptischen Neuen Reiches bis zu dessen Niedergang am Ende der Bronzezeit ab ca. 1200 v. Chr. Ihre Blütezeit erlebten sie während der Eisenzeit ab ca. 1000 v. Chr. Der Niedergang begann mit dem Erstarken des Neuassyrischen Reiches, das ab dem 7. Jahrhundert v. Chr. das Gebiet eroberte. Ihm folgten weitere Fremdherrscher, das Neubabylonische Reich und im 6. Jahrhundert das altpersische Achämenidenreich. Das Perserreich wurde von Alexander dem Großen zerschlagen, nach dessen Tod (323 v. Chr.) die von ihm eroberten Gebiete unter Diadochen geteilt wurden. Dabei wurde der Libanon in das Seleukidenreich eingegliedert.

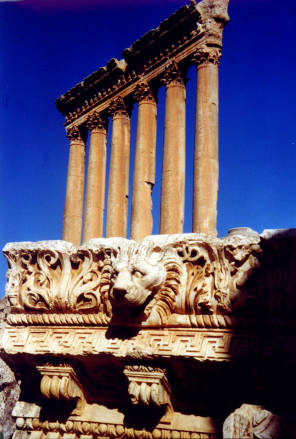
Der Jupitertempel, einer der beiden Tempel von Baalbek, der weltweit größte römische Tempel

Nach der Eroberung der Levante durch das Römische Reich im 1. Jahrhundert v. Chr. gehörte der Libanon zur römischen Provinz Syria, die sich durch die wieder aufstrebenden Küstenstädte zu einer der reichsten römischen Provinzen entwickelte. Nach der Teilung des Römischen Reiches 395 n. Chr. wurde der Libanon ein Teil Ostroms, des Byzantinischen Reiches. In dieser Zeit entwickelte er sich zu einer Hochburg des Christentums.

### Islamische Eroberung und Mittelalter
Zwischen 634 und 640 n. Chr. wurde der Libanon im Zuge der islamischen Expansion von Arabern erobert und in den folgenden Generationen sprachlich-kulturell assimiliert, wenn auch bedeutende Bevölkerungsteile christlichen Konfessionen treu blieben. Während im Küstenstreifen und anderen vorwiegend flachen Gegenden bis ins 19. Jahrhundert sunnitische Muslime und rum-orthodoxe (griechisch-orthodoxe) Christen dominierten, entwickelten sich die Gebirgsregionen des Libanon und des nördlich angrenzenden Nusairiergebirges in Syrien seit dem 6. Jahrhundert n. Chr. zum Rückzugsgebiet islamisch-schiitischer und heterodoxer christlicher Strömungen und Sekten („religiöse Dissidenten“).
Die schiitische Bevölkerung ging vor allem auf Qarmaten und Assassinen zurück, aus denen sich im Mittelalter die Drusen im Chouf, die Alawiten (Nusairier) im äußersten Norden des Libanon und Syrien und die Ismailiten, nordöstlich außerhalb des Libanon, bildeten. Auch die schiitische Hauptströmung, die Zwölfer-Schia, war seit dem 11. Jahrhundert anfangs im mittleren Gebirgsabschnitt Kesrouan nachweisbar, doch wurde sie bis auf wenige Dörfer von Feldzügen der Mamluken ab Ende des 13. Jahrhunderts bis zur Herrschaft Sultan Barqūqs größtenteils aus dem Gebirge ins südlibanesische Hügelland und den Osten der Bekaa-Ebene vertrieben, wo sie bis heute die größte Bevölkerungsgruppe bildet.
Zu den abweichenden christlichen Strömungen gehören insbesondere die Maroniten aus Syrien, die ein eigenständiges Patriarchat gründeten und sich zunächst, wahrscheinlich bereits im 6. Jahrhundert, in der Umgebung des Wadi Qadischa im nördlichen Teil des Libanongebirges ansiedelten. Im Spätmittelalter entwickelten sie sich zur wichtigsten Bevölkerungsgruppe des Libanon, und die weitgehend friedliche Koexistenz von Maroniten und muslimischen Gruppen führte dazu, dass insbesondere in der Neuzeit weitere christliche Gruppen in den Libanon einwanderten: Griechisch-katholische Christen ließen sich seit dem 18. Jahrhundert vor allem in der Gegend von Zahlé, Sidon und Kaa (im äußersten Nordosten) nieder, im 20. Jahrhundert siedelten sich Armenier in Bourj Hammoud und Anjar an, und in jüngster Zeit kamen syrisch-orthodoxe, assyrische und chaldäische Kriegsflüchtlinge aus Syrien und dem Irak.
Ab 1098 begannen die Feldzüge der christlichen Kreuzritter, die das „Heilige Land“ (Palästina) aus den Händen der „Ungläubigen“ befreien wollten. Nach der Eroberung Jerusalems 1099 gehörte der Süden des Libanon zum christlichen Königreich Jerusalem, der Norden später zur Grafschaft Tripolis (1109 gegründet). Auch nachdem die Kreuzritter aus Jerusalem vertrieben wurden, blieben Tripoli (sowie Antiochia, Tyros und Tortosa) zunächst unter ihrer Herrschaft. Endgültig wurde das christliche Kreuzfahrerheer im 13. Jahrhundert von den Mamluken aus der Levante verdrängt (Fall von Akkon 1291).
Die Mamluken ließen Beirut als regionales Handelszentrum bestehen, während sie ab Baibars I. gegen die anderen Hafenstädte eine Politik des „verbrannten Ufers“ verfolgten. Die Mamluken herrschten bis 1516 über die Region, ehe sie von den Osmanen verdrängt wurden. Die Oberherrschaft übte fortan der Sultan in Istanbul (Konstantinopel) aus, der als Kalif sowohl weltliches als auch geistliches Oberhaupt des Osmanischen Reiches war.

### Osmanische Ära

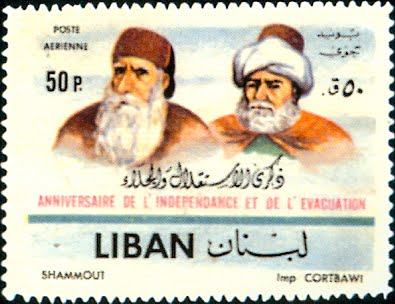
Libanesische Luftpostmarke von 1961 mit Kopien zeitgenössischer Porträts der beiden wichtigsten Emire des Berglibanon, Baschir II. (links) und Fachreddin II. (rechts)

Unter osmanischer Herrschaft ab 1517 wurden im Libanon wie in anderen osmanischen Gebieten Statthalter eingesetzt und die diversen Religionsgemeinschaften weitgehend toleriert. Im libanesischen Bergland entstand das Emirat Libanonberg (16.–19. Jahrhundert), anfangs unter Herrschaft des drusischen Geschlechts der Maʿn-Dynastie (bis 1697), die sich schon seit dem 12./13. Jahrhundert als Führungsfamilie der Drusen im Chouf-Gebiet etabliert hatte. Grundlage solcher Emirate war die Vergabe offizieller Ämter der osmanischen Verwaltung, später u. a. auch der Steuerpacht, an Angehörige der lokalen Eliten, die dadurch in den osmanischen Staat eingebunden wurden. Im Emirat Libanonberg wurden die mit dem Papst in Rom unierten Maroniten und die Drusen zu den dominierenden Bevölkerungsgruppen, deren Siedlungsgebiete sich durch stetes Bevölkerungswachstum allmählich vergrößerten. Bedeutendster Maʿn-Emir war Fachreddin II. (1572–1635, Emir 1591–1613 und 1618–1635) der das Emirat durch wirtschaftliche und (geheime) militärische Bündnisse mit dem Großherzogtum Toskana aufblühen ließ, weshalb ihn die Osmanen 1613 absetzten, der nach dem Exil in der Toskana 1618 aber zurückkehrte und in offener Rebellion gegen die Osmanen expandierte, schließlich aber scheiterte und von diesen 1635 in Palmyra (Tadmur) hingerichtet wurde. Nach Aussterben der Maʿn setzen die Osmanen, die mit ihnen vielfach in Heiratsbeziehung stehende sunnitische Schihab-Dynastie aus Hasbaya, die in guten Kontakten zu Drusen und Maroniten standen, 1697 als Erben ein. Ihr bedeutendster Emir war Baschir Schihab II. (1767–1850, Emir 1789–1840), der in engen Beziehungen nach Europa das Emirat entwickelte und als erster Emir zum maronitisch-katholischen Glauben konvertierte, aber 1840 wegen seiner Sympathien für den rebellierenden ägyptischen Gouverneur Muhammad Ali Pascha von den Osmanen abgesetzt wurde.
Die Maroniten besiedelten seit dem 15. Jahrhundert erst den von Schiiten weitgehend aufgegebenen mittleren Gebirgsabschnitt Kesrouan (Kisrawān), danach den Metn östlich von Beirut und seit dem 19. Jahrhundert auf Einladung der Emire auch südliche Abschnitte des Libanongebirges und dominierten zudem im Küstenstreifen zwischen Batrun und Ost-Beirut. Die Drusen hingegen weiteten seit Fachreddin II. ihr Siedlungsgebiet nach Südosten ins Hermon-Massiv aus und danach auch außerhalb des Libanon im Hauran, auf den Golanhöhen und schließlich auf dem Karmel. Eine libanesische Identität stellen Historiker erstmals ab Anfang des 19. Jahrhunderts fest.
1840 und 1842 setzten die Osmanen die beiden letzten Emire ab – den vorletzten, Baschir II., für seine Nähe zu dem gegen die Osmanen rebellierenden ägyptischen Gouverneur Muhammad Ali Pascha, den letzten, Baschir III., weil er den von Frankreich und Großbritannien geschürten Konflikt zwischen drusischen und maronitischen Großgrundbesitzern nicht schlichten konnte. Danach übernahm die Hohe Pforte direkt die Verwaltung im Berglibanon, den sie in einen nördlichen maronitischen und einen südlichen drusischen Bezirk teilte (siehe nebenstehende Karte).
Als sich ein maronitischer Bauernaufstand 1858 zu einem Bürgerkrieg mit Massakern an Christen bis hin nach Damaskus ausweitete, intervenierte 1860 die französische Armee. Der politische Vorläufer des unabhängigen Staates Libanon wurde eine von 1860 bis 1916 von einem christlichen Gouverneur, der aber nicht aus dem Libanon stammen durfte, geführte autonome Provinz (Mutesarriflik) Libanonberg innerhalb des Osmanischen Reiches, die sich mit französischen Wirtschaftsinvestitionen zu einem wichtigen Handels- und Bankenzentrum des Nahen Ostens entwickelte und europäischen Mächten half, im Osmanischen Reich Fuß zu fassen und eigene politische und ökonomische Interessen zu verfolgen.

### Entstehung des modernen Libanon
Nach dem Ersten Weltkrieg und der Niederlage des Osmanischen Reiches geriet der Libanon unter französische Herrschaft. Im Jahr 1922 erteilte der Völkerbund Frankreich das Mandat für Syrien und Libanon und bestätigte damit die Beschlüsse der Konferenz von Sanremo (1920). Bereits im Sykes-Picot-Abkommen zu Beginn des Ersten Weltkrieges, in den das Osmanische Reich insbesondere an der Kaukasusfront verwickelt war, hatten Großbritannien und Frankreich eine geheime Absprache getroffen, die den Nahen Osten in ein britisches und ein französisches Einflussgebiet teilte. Dementsprechend betraf das nach dem Krieg erteilte britische Völkerbundmandat für Mesopotamien den heutigen Irak und das britische Mandat für Palästina den südlichen Teil der osmanischen Provinz (Vilâyet) Syrien, die Syrien, Palästina und Jordanien umfasste, während Frankreich das Mandat für den Rest dieser Provinz, das heutige Syrien und Libanon, erhielt. Das Völkerbundmandat über Syrien und Libanon trat am 29. September 1923 in Kraft und bestand bis 1943, als die beiden unabhängigen Staaten Syrien und Libanon ausgerufen wurden. Die französischen Truppen verließen Syrien und den Libanon 1946.
Im Jahr 1920 wurden somit die Landesgrenzen des späteren unabhängigen libanesischen Staates festgelegt. Das Gebiet war unter dem Namen État de Grand Liban ein Teil des Völkerbundmandats für Syrien und Libanon und erhielt 1926 als autonome Republik eine gewisse Eigenständigkeit. Am 26. November 1941 kündigte der französische General Georges Catroux die Unabhängigkeit des Libanon unter dem Schutz der Regierung des Freien Frankreichs an. Im November 1943 wurden Parlamentswahlen abgehalten, und am 8. November löste die neue libanesische Regierung das französische Mandat einseitig auf.
Am 22. November 1943 fand die Wiedereinsetzung der Regierung durch libanesische Amtsträger statt; dies ist zugleich der offizielle Unabhängigkeitstag. Unmittelbar nach der Unabhängigkeitserklärung des Libanon wurden etwa 20.000 Mann Freiwillige unter dem Kommando des späteren Präsidenten Fuad Schihab in die freifranzösische Armee Charles de Gaulles eingegliedert und nahmen an den Schlachten von Bir Hakeim und Monte Cassino teil. Dadurch gehörte der unabhängige Libanon der Anti-Hitler-Koalition an und wurde später Gründungsmitglied der Vereinten Nationen, bei dessen Gründungsversammlung in San Francisco im Februar 1945 der libanesische Delegierte Charles Malik neben Eleanor Roosevelt eine wichtige Rolle übernahm und wesentliche Teile der Charta der Vereinten Nationen und der Allgemeinen Erklärung der Menschenrechte mitverfasste.
Seit Ausrufung des Nachbarstaates Israel 1948 befindet sich Libanon mit diesem im Kriegszustand. Im Jahr 1958 kam es vor dem Hintergrund des Kalten Krieges zur Libanonkrise zwischen pro-westlichen Christen und nationalistischen Muslimen. Danach stabilisierte sich das Land unter Präsident Fuad Schihab (Chéhab) und seinem Nachfolger Charles Helou durch eine weitgehende soziale, politische und wirtschaftliche Reformpolitik, die als Chehabismus (Schihabismus) bezeichnet wird. Wegen seiner wirtschaftlichen Stabilität und politischen Neutralität (1949–1969) wurde der stark westlich und französisch geprägte Libanon in den 1950er und 1960er Jahren als „Schweiz des Orients“ bezeichnet. Die Hauptstadt, Beirut, galt bis 1984 als „Paris des Nahen Ostens“. Die Republik Libanon ist die einzige Demokratie im arabischen Raum. Das Frauenwahlrecht wurde 1953 eingeführt.

### Bürgerkrieg im Libanon, syrische und israelische Besetzung
Der Abbruch der chehabistischen Reformpolitik durch Präsident Suleiman Frangieh im August 1970 und die Ankunft der PLO-Führung und ihrer Milizen aus Jordanien nach dem Schwarzen September, die den Libanon wieder zum Schauplatz des Nahostkonfliktes machten (nach seiner Teilnahme am Palästinakrieg hatte sich die libanesische Regierung gegenüber Israel neutral verhalten), gelten als Hauptursachen für die Schwächung des libanesischen Systems. Zwischen 1970 und 1975 erfolgte die Aufrüstung „linker“ pro-palästinensischer und „rechter“ anti-palästinensischer Parteimilizen. In der Folge wurde das Land zwischen 1975 und 1990 von einem verheerenden Bürgerkrieg heimgesucht.
Dieser nahm im April 1975 mit dem Ausbruch offener Gefechte zwischen der maronitischen Kata’ib (auch Phalange genannt) und palästinensischen und libanesisch-muslimischen Milizen seinen Anfang. Als Beginn gilt der 13. April, als die Kata’ib nach einem Anschlag auf eine Kirche die palästinensischen Insassen eines Busses auf dem Rückweg in ein Flüchtlingslager massakrierten.
Die Ursachen des Bürgerkriegs werden von Historikern kontrovers dargestellt. Während die einen vor allem den Konflikt mit den Palästinensern im Vordergrund sehen, erkennen andere die Ursache in sich verschärfenden sozialen Unterschieden, im Besonderen entlang der konfessionellen Grenzen innerhalb der libanesischen Gesellschaft. Wieder andere betonen die Einflussnahme äußerer Mächte. Diejenigen, die den Konflikt mit den Palästinensern betonen, weisen auf den Verlust des ethnischen Gleichgewichts nach der Ankunft der aus Jordanien vertriebenen Palästinenser hin.
Im Jahr 1976 marschierten syrische Soldaten im Libanon ein und griffen auf Seiten der christlichen Fraktion in den Krieg ein. Die christlichen Libanesen fanden ihre stärkste Unterstützung in Israel, wo auch zahlreiche ihrer Kämpfer ausgebildet wurden. Am 14. März 1978, nach mehreren Attentaten der PLO, deren letztes der Küstenstraßen-Anschlag bei Tel Aviv am 11. März 1978 war, marschierte die israelische Armee im Südlibanon ein und besetzte das Gebiet südlich des Flusses Litani. Dabei wurden zwischen 1.000 und 2.000 Personen getötet und nach Schätzungen der libanesischen Regierung rund 280.000 Menschen vertrieben. Fünf Tage nach der Invasion wurde die Resolution 425 des UN-Sicherheitsrates verabschiedet, zu deren Umsetzung die UNIFIL-Truppen aufgestellt und im Südlibanon stationiert wurde.
Im Libanon-Feldzug von 1982 besetzte Israel den gesamten Süden des Landes bis Beirut und zwang die PLO am 21. August desselben Jahres zum vollständigen Rückzug. Dieser wurde unter Aufsicht einer multinationalen Schutztruppe aus überwiegend amerikanischen und französischen Soldaten durchgeführt. Die Führung und Kämpfer der PLO siedelten nach Tunis um.
Am 17. September 1983 beschoss die US-Marine erstmals syrische Stellungen nahe Beirut. Die multinationale Friedenstruppe verließ Ende Februar/Anfang März 1984 den Libanon, nachdem am 23. Oktober 1983 bei zwei der Hisbollah zugeschriebenen Bombenanschlägen auf die multinationalen Hauptquartiere 241 US-Soldaten und 58 Franzosen getötet wurden. 1985 richtete Israel auf libanesischem Gebiet eine Schutzzone im Vorfeld der israelischen Grenze ein.
Das Abkommen von Taif schuf 1989 die Grundlage für die Beendigung des Bürgerkrieges, der rund 90.000 Todesopfer, 115.000 Verletzte und 20.000 Vermisste forderte. 800.000 Libanesen flohen in dieser Zeit ins Ausland.
Mit dem syrisch-libanesischen Vertrag vom Mai 1991 konnte Syrien seine Funktion als Ordnungsmacht (Besatzungsmacht) im Libanon festigen.
1994 und 1995 bombardierte die israelische Armee wiederholt Stellungen der paramilitärischen schiitischen Hisbollah im Südlibanon, um gegenüber der libanesischen Regierung der israelischen Forderung nach Entwaffnung dieser pro-iranischen Miliz Nachdruck zu verleihen. Die israelische Armee zog sich am 24. Mai 2000 mit Ausnahme des umstrittenen Gebietes der Schebaa-Farmen vollständig aus dem Libanon zurück. Seit dem Abzug kam es im israelisch-libanesischen Grenzgebiet immer wieder zu bewaffneten Auseinandersetzungen zwischen der Hisbollah und der israelischen Armee.
Der syrienfreundliche libanesische Staatspräsident Émile Lahoud ließ Ende 2004 sein abgelaufenes Mandat vom Parlament mittels einer Verfassungsänderung um drei Jahre verlängern. Dies führte zum Rücktritt des anti-syrischen Premierministers Rafiq al-Hariri, der sich mit seiner Forderung nach einem Abzug der syrischen Truppen nicht hatte durchsetzen können.

### Zedernrevolution
Am 14. Februar 2005 wurde Rafiq al-Hariri durch ein Attentat getötet. Sein Tod wurde zum Ausgangspunkt einer innenpolitischen Eskalation, der sogenannten Zedernrevolution. Eine breite oppositionelle Bewegung, die sich vor allem auf Christen, Drusen und Sunniten stützte, doch auch von nennenswerten Teilen der schiitischen Bevölkerung mitgetragen wurde, forderte öffentlich den Abzug der Syrer aus dem Libanon. Auch die USA und Frankreich übten seit Ende Februar immer mehr Druck auf Syrien aus. Am 28. Februar trat die syrienfreundliche libanesische Regierung zurück. Syrien verständigte sich am 7. März mit dem Libanon, seine Truppen bis zum Ende des Monats ins östliche Bekaa-Tal zurückzuziehen. Bis Ende April kehrten alle 14.000 syrischen Soldaten in ihre Heimat zurück.
Am 8. März 2005 rief die Hisbollah zu einer Demonstration gegen die UN-Resolution 1559 auf, die die Entwaffnung dieser Gruppe forderte. Viele der etwa 500.000 Demonstranten dankten den Syrern für ihre Unterstützung und wandten sich gegen die USA und Israel. Dies gab der pro-syrischen Fraktion genug Kraft, um den wenige Tage zuvor zurückgetretenen Premierminister, Omar Karami, am 10. März erneut mit der Regierungsbildung zu beauftragen. Am 14. März versammelten sich bei einer Demonstration der Opposition 300.000 Menschen im Zentrum Beiruts. Die pro-syrischen Demonstrationen am 8. März und die antisyrischen am 14. März stehen sinnbildlich für zwei konträre Lager der libanesischen Politik.
Am 15. April wurde Nadschib Miqati Ministerpräsident einer Übergangsregierung. Im Juni fanden Parlamentswahlen statt. Sie wurden von Saad al-Hariris oppositioneller anti-syrischer „Zukunftsbewegung“ gewonnen. (Saad al-Hariri ist der Sohn des ermordeten Rafiq al-Hariri.)
Am 30. Juli wurde Finanzminister Fuad Siniora von Präsident Lahoud mit der Regierungsbildung beauftragt. Die Duldung des bewaffneten Arms der Hisbollah durch die libanesische Regierung setzte sich fort. Darüber hinaus wurde die Hisbollah nun erstmals an der Regierung beteiligt, ein Hisbollah-Vertreter wurde Energieminister. Die Freie Patriotische Bewegung (französisch Courant Patriotique Libre, CPL) des aus dem Exil zurückgekehrten ehemaligen christlichen Premierministers Michel Aoun, die seit 1990 friedlich gegen die syrische Besetzung gekämpft hatte, entschied sich gegen eine Regierungsbeteiligung.

### Zweiter Libanonkrieg
Die Hisbollah machte Israel für ein Attentat, dem Mahmoud Majzoub, ein Führer der islamistischen Bewegung Islamischer Dschihad, und sein Bruder zum Opfer fielen, verantwortlich und begann am 28. Mai 2006 mit Raketenangriffen auf Militärfahrzeuge und eine Militärbasis in Israel. Israel reagierte mit Luftangriffen auf ein palästinensisches Flüchtlingslager im Libanon. Am 29. Mai verstärkte die Hisbollah die Raketen- und Mörserangriffe, die Israel wiederum zu größeren Luft- und Artillerieangriffen veranlassten.
Vom 12. Juli bis zum 14. August 2006 führte Israel einen Krieg gegen die Hisbollah im Libanon, nachdem diese zwei israelische Soldaten im israelisch-libanesischen Grenzgebiet gefangen genommen hatte (Libanonkrieg 2006). Die Hisbollah reagierte mit von libanesischem Territorium abgefeuerten Raketen auf Ziele im Norden Israels. Die israelischen Luftangriffe und Bodenoffensiven verursachten massive Zerstörungen in den südlichen Landesteilen, südlichen Teilen Beiruts und vereinzelten Zielen im Norden des Landes. In dem Krieg starben über 1100 Libanesen, laut libanesischen Quellen waren die meisten davon Zivilisten. Auf israelischer Seite kamen nach UN-Angaben mehr als 40 Zivilisten durch die Raketenangriffe der Hisbollah auf Nordisrael ums Leben. Der Süden des Libanon ist seit Ende der Kampfhandlungen im Rahmen der UN-Resolution 1701 der internationalen Friedenstruppe UNIFIL und der libanesischen Armee unterstellt.

### Innere Krise und neues Abkommen 2008
In einer Anschlagserie von 2004 bis 2008 kamen im Libanon mehr als ein Dutzend antisyrische Politiker und Intellektuelle ums Leben, darunter neben Rafiq al-Hariri auch Gebran Tueni, Samir Kassir und Walid Eido. Am 21. November 2006 wurde der maronitisch-christliche Minister Pierre Gemayel junior Opfer eines Mordanschlags.
Im Herbst 2006 traten die schiitischen und ein oppositionsnaher christlicher Minister aus Protest gegen die Pläne der Regierung zum Hariri-Tribunal zurück. Die antiwestliche Opposition unter Führung der Hisbollah, der Amal und der Freien Patriotischen Bewegung des maronitischen Politikers Michel Aoun sah wegen der nun entgegen dem konfessionellen Proporz entfallenden schiitischen Vertretung im Kabinett dieses als illegitim an und bekräftigte mit einem 18-monatigen Sitzstreik in der Innenstadt Beiruts ihre Forderung nach der Bildung einer neuen Regierung. Parlamentspräsident Nabih Berri, der der oppositionellen Amal vorsteht, weigerte sich, Parlamentssitzungen einzuberufen.
Im palästinensischen Flüchtlingslager Nahr al-Bared kam es von Mai bis Juli 2007 zu den heftigsten Gefechten im Libanon seit dem Abkommen von Taif. Bei Kämpfen zwischen der libanesischen Armee und der radikal-islamischen Untergrundorganisation Fatah al-Islam, die sich in dem Lager verschanzt hatte, wurden mehr als 200 Personen getötet. Als Émile Lahouds Amtszeit als libanesischer Staatspräsident im November 2007 endete, machte die Opposition ihre für die notwendige Zweidrittelmehrheit erforderliche Beteiligung an der Präsidentenwahl des Parlaments von einer vorherigen Einigung auf eine Regierung der nationalen Einheit und ein neues Wahlgesetz abhängig, obwohl das Mehrheitslager den Oppositionskandidaten, Armeechef Michel Sulaiman, akzeptiert hatte. Trotz zahlreicher Vermittlungsversuche blieb so das Amt des Präsidenten über sechs Monate vakant. Im Mai 2008 führte eine Entscheidung der Regierung über das Kommunikationsnetzwerk der Hisbollah schließlich zur Eskalation, in der Hisbollah- und Amal-Kämpfer vorübergehend Westbeirut besetzten.
Die Straßenkämpfe und der Einsatz von Artillerie im Chouf-Gebirge erinnerten an den Bürgerkrieg und bewegten die Arabische Liga dazu, eine Ministerdelegation unter Leitung des katarischen Außenministers und des Generalsekretärs der Liga nach Beirut zu entsenden. Unter ihrer Vermittlung nahm die Regierung die Beschlüsse gegen die Hisbollah zurück, die im Gegenzug ihre Barrikaden räumte. In den anschließenden fünftägigen Verhandlungen in Doha, die mehrmals durch die katarische Führung vor dem Scheitern bewahrt wurden, einigten sich alle libanesischen Parteien auf die Wahl Sulaimans zum Präsidenten, die Bildung einer Regierung der nationalen Einheit mit 11 von 30 Ministerämtern für die Opposition, die damit Regierungsentscheidungen blockieren kann, sowie ein neues Wahlgesetz. Am 25. Mai 2008 wurde Michel Sulaiman im Beisein sowohl des iranischen und syrischen als auch des saudischen und französischen Außenministers zum Präsidenten gewählt.

### 2010er Jahre
In den 2010er Jahren wurde das politische System Libanons laut mehreren Demokratiemessungen stetig undemokratischer. Sulaimans Amtsperiode endete am 25. Mai 2014. Mehrere Wahlgänge seit März 2014 führten zu keinem Ergebnis, sodass das Amt des Staatsoberhauptes seit dem 26. Mai 2014 unbesetzt war. Nach einer Vakanz von 29 Monaten kehrte am 31. Oktober 2016 Michel Aoun dank neuer Allianzen im ebenfalls über seine Amtszeit hinaus tagenden Parlament in das Präsidentenamt zurück. Vom 18. Dezember 2016 bis zu seinem Rücktritt am 4. November 2017 war Saad Hariri amtierender libanesischer Ministerpräsident.
Am 4. November 2017 verlas Hariri eine vom saudischen Fernsehen live ausgestrahlte Erklärung, in der er seinen Rücktritt vom Amt des Ministerpräsidenten bekannt gab. Es wurde vermutet, dass dieser auf saudischen Druck erfolgte. Da sich Hariri in Saudi-Arabien aufhielt, konnte er seinen Rücktritt nicht dem Staatspräsidenten persönlich erklären, wie es die Verfassung des Libanon vorsieht. Daher nahm der Staatspräsident Hariris Rücktritt nicht an. Am 18. November wurde Hariri vom französischen Staatspräsidenten Macron nach Frankreich eingeladen und reiste von dort aus in den Libanon zurück. Letztlich widerrief Hariri seinen Rücktritt.

### Staatskrise und Proteste 2019–2020
Seit 2019 beschleunigte sich der Demokratieabbau im Libanon, der Demokratieindex spricht seit 2021 von einer autoritären Herrschaft. Das staatliche System ist zunehmend instabil. Die sich seit 2019 verschärfende Wirtschaftskrise und wachsende Korruption spitzten die politische Lage zu und führten zu wachsender Unzufriedenheit der Bevölkerung und landesweiten Protesten. In der Folge kam es zum Rücktritt der Regierung Hariri. Nach der Explosionskatastrophe in Beirut 2020 wurde auch die Nachfolgeregierung in kürzester Zeit zum Rücktritt gezwungen.
Aufgrund der latenten Krise, die auf das Unvermögen der Regierung, Probleme der Infrastruktur und der Versorgung zu lösen, zurückging, und angekündigter Steuererhöhungen kam es im Oktober 2019 nach einer Abwertung des libanesischen Pfunds zu den stärksten landesweiten Protesten seit Ende des Bürgerkriegs (1990) mit der Forderung nach Rücktritt der Regierung. Sie nahmen stellenweise das Ausmaß politischer und sozialer Unruhen an. Am 29. Oktober verkündete Harari nach 13-tägigen Massenprotesten, bei denen der Abschied der gesamten politischen Elite des Landes gefordert wurde, seinen Rücktritt. Am 9. Dezember beauftragte Staatspräsident Aoun einen von der Hisbollah unterstützten früheren Bildungsminister, den Universitätsprofessor Hassan Diab, mit der Regierungsbildung. 69 Abgeordnete des 128-köpfigen libanesischen Parlaments, darunter der parlamentarische Block der Hisbollah und der Amal-Bewegung sowie mit Präsident Aoun verbundene Gruppen, stimmten für Diab. Am 21. Januar 2020 stellte Diab das neue Kabinett vor.

### Explosion im Hafen von Beirut 2020
Am 4. August 2020 kam es im Hafen von Beirut zu einer Explosion, bei der 224 Menschen getötet und etwa 6500 verletzt wurden. Zahlreiche Menschen wurden vermisst. Die Detonation riss einen Krater mit einem Durchmesser von rund 200 Metern, der sich mit Meerwasser füllte. Große Teile des Hafens, der von zentraler Bedeutung für die Versorgung des Landes ist, wurden zerstört oder beschädigt. Die Katastrophe und die anschließenden Proteste führten zum Rücktritt der Regierung Diab am 10. August. Erst im September 2021 gelang es dem früheren Ministerpräsidenten Nadschib Miqati, eine neue Regierung zu bilden.

### Seit der Parlamentswahl von 2022
Bei der Parlamentswahl 2022 verlor das islamistische Parteienlager um die Hisbollah seine Regierungsmehrheit zugunsten progressiver Parteien. Dennoch änderte sich nichts am Einfluss einzelner politischer Anführer, der so genannten Zuama, die in zuvörderst von der Konfession bestimmten Segmenten der libanesischen Gesellschaft das Sagen haben und bereits im Bürgerkrieg Milizen kommandierten und damit bis heute ihre Position verteidigen. Aufgrund der politischen Spaltung des Landes war  das Amt des Staatspräsidenten von Oktober 2022  bis Januar 2025 unbesetzt.
Der israelische Premierminister Jair Lapid und der libanesische Präsident Michel Aoun unterzeichneten im Oktober 2022 ein Abkommen zur gemeinsamen Seegrenze im Mittelmeer. Lapid sagte: „Es kommt nicht jeden Tag vor, dass ein feindliches Land den Staat Israel in einem schriftlichen Abkommen vor der internationalen Gemeinschaft anerkennt“. Aoun betonte jedoch, dass das Abkommen „keine politischen Dimensionen oder Auswirkungen (habe), die im Widerspruch zur Außenpolitik des Libanons stehen“.
Im Jahr 2023 litten 40 % der Bevölkerung wegen der Wirtschaftskrise an Hunger, darunter der Großteil der im Land lebenden syrischen Flüchtlinge. Mit damals circa 1,5 Millionen syrischen Flüchtlingen hatte der Libanon von allen Staaten der Welt den höchsten Anteil von Flüchtlingen an der Gesamtbevölkerung. Im August 2024 stellte der staatliche Energieversorger Électricité du Liban „aufgrund der völligen Erschöpfung der Ölreserven“ sein letztes in Betrieb befindliches Kraftwerk ab, was zu einem vollständigen Ausfall der staatlichen Stromversorgung im gesamten Land führte.

### Erneute israelische Invasion im Oktober 2024
Im Zusammenhang mit dem Krieg in Israel und Gaza seit 2023 intensivierte die Hisbollah im Libanon den Beschuss israelischen Territoriums, sodass mehrere Zehntausend Einwohner des Nordens Israels aus ihren Ortschaften und Städten in südlichere Landesteile evakuiert wurden. Nach israelischen Bombardements im Südlibanon und dem Süden von Beirut reagierte Israel am 1. Oktober 2024 mit dem Einmarsch seiner Truppen auf libanesisches Territorium mit dem erklärten Ziel, die Hisbollah auszuschalten. Ende Oktober 2024 befanden sich bereits rund 1,3 Millionen Einwohner des Libanon innerhalb des Landes auf der Flucht; immer wieder wurden Zehntausende von der israelischen Militärführung aufgefordert, ihren Wohnort zu verlassen, um israelischen Einheiten die Bekämpfung der Hisbollah zu erleichtern. Die Bombardements der israelischen Luftwaffe erreichten Ende Oktober Baalbek im Nordosten des Libanon.
Im November 2024 wurde eine Waffenruhe zwischen der Hisbollah und Israel verkündet. Das Abkommen sieht ähnlich dem vorherigen Abkommen zwischen beiden Seiten von 2006 den Rückzug der Hisbollah hinter den Litani und den Abzug der israelischen Truppen vor. Der Krieg hatte bis dahin knapp 3.400 Libanesen das Leben gekostet und Schäden in Höhe von 8,5 Milliarden US-Dollar verursacht. Knapp 100.000 Häuser wurden beschädigt oder zerstört und der Süden des Landes weitgehend verwüstet.

## Politik

### Staatsaufbau
Der Libanon ist seit 1926 eine Republik und derzeit eine parlamentarische Demokratie. Die innenpolitische Lage ist aufgrund des Konfessionalismus sehr komplex und wenig stabil. Mehrere Präsidenten, Ministerpräsidenten und andere Politiker wurden in der Geschichte des Libanon während oder nach ihrer Amtszeit ermordet. Die Verfassung von 1926 wurde zuletzt 1999 geändert, über deren Einhaltung wacht der Verfassungsrat des Libanon.
Die vier höchsten Staatsämter sind Mitgliedern bestimmter religiöser Gruppen vorbehalten:
- Das Staatsoberhaupt muss maronitischer Christ sein,
- der Parlamentspräsident muss schiitischer Muslim sein,
- der Regierungschef muss sunnitischer Muslim sein,
- der Oberbefehlshaber der Armee muss Christ sein.

Diese Regeln basieren nicht auf der Verfassung von 1926, sondern auf dem Nationalpakt von 1943 und wurden zwischen den Vertretern der Konfessionen zuletzt im Abkommen von Taif (1989) bestätigt. Die Wahl des Staatsoberhauptes erfolgt alle sechs Jahre durch das Parlament (keine unmittelbare Wiederwahl). Das Wahlrecht besteht ab 21 Jahren.
Seit Februar 2006 tagen in unregelmäßigen Abständen zwölf ranghohe Politiker aller großen libanesischen Parteien und religiösen Gruppen an einem „runden Verhandlungstisch“ im Beiruter Regierungsviertel, um über wichtige nationale Fragen zu verhandeln („Nationaler Dialog“). So hat man sich bisher darauf geeinigt, dass die Schebaa-Farmen libanesisches Gebiet sind. Offen sind bis heute Fragen der Entwaffnung der Hisbollah und der im Libanon ansässigen palästinensischen Milizen. Seit 2008 wird hierfür an einer nationalen Verteidigungsstrategie gearbeitet, die den Rahmen für die staatlichen Streitkräfte wie auch für die „Résistance“ (der Hisbollah) bilden soll.

### Parlament
Das Parlament (Maǧlis an-Nuwwāb) mit 128 Mitgliedern wird alle vier Jahre gewählt. Es setzt sich seit dem Abkommen von Taif nach dem Grundsatz der konfessionellen Parität wie folgt zusammen:
| maronitische Christen | schiitische Muslime | sunnitische Muslime | Griechisch-orthodoxe Christen | Drusen  | Rum-melkitische Katholiken | orthodoxe Armenier | Alawiten | armenische Katholiken | Protestanten | Minderheiten |
| --------------------- | ------------------- | ------------------- | ----------------------------- | ------- | -------------------------- | ------------------ | -------- | --------------------- | ------------ | ------------ |
| 34 Sitze              | 27 Sitze            | 27 Sitze            | 14 Sitze                      | 8 Sitze | 8 Sitze                    | 5 Sitze            | 2 Sitze  | 1 Sitz                | 1 Sitz       | 1 Sitz       |
| 128 Sitze gesamt      |                     |                     |                               |         |                            |                    |          |                       |              |              |

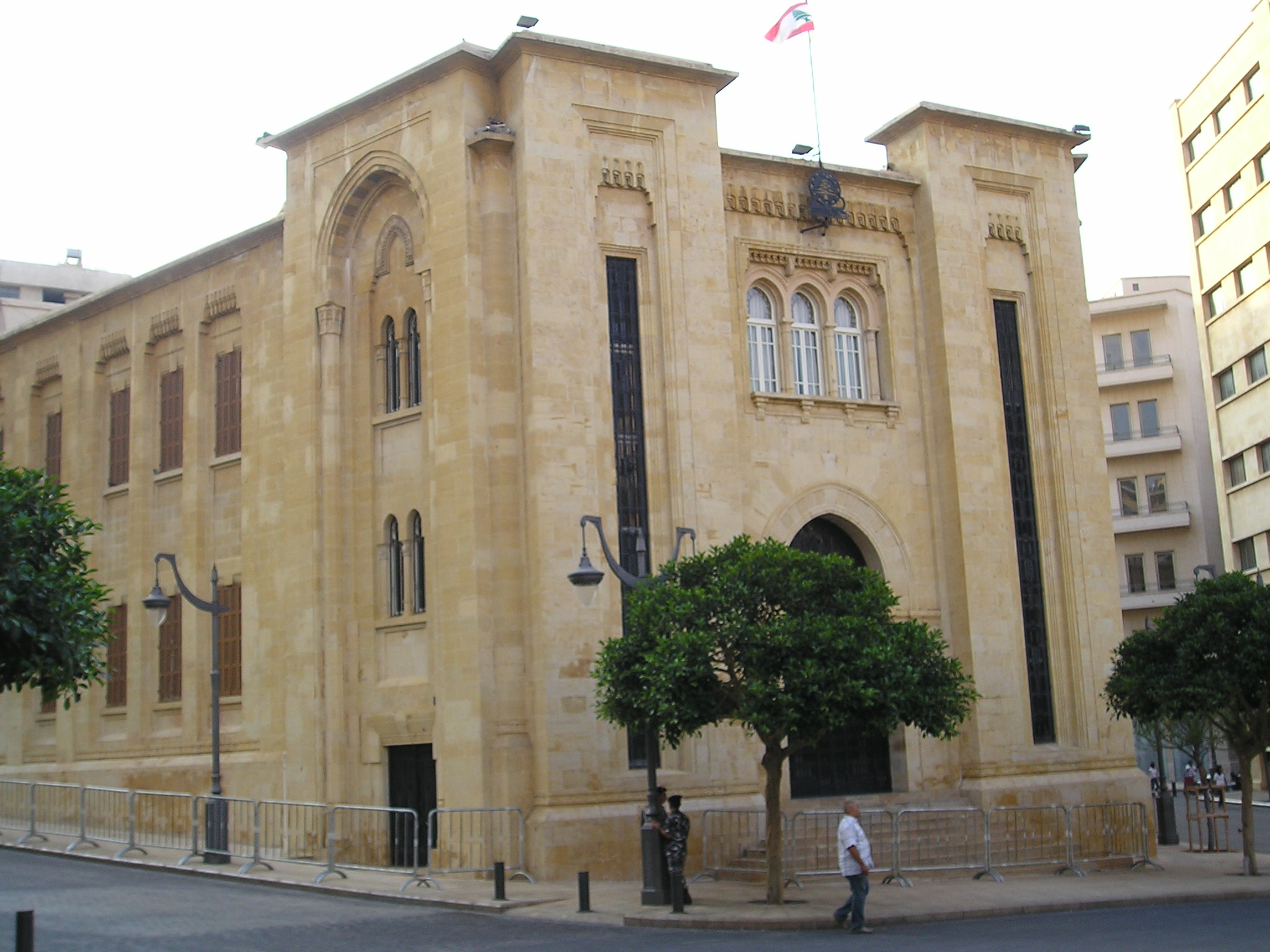
Das libanesische Parlament in Beirut

Die letzte Parlamentswahl fand im Jahr 2022 statt, zuvor waren 2005 (siehe auch libanesische Regierung vom Juli 2005), 2009 und 2018 Parlamentswahlen abgehalten worden. Der Parlamentspräsident ist Nabih Berri (seit 1992). Die aktuelle Sitzverteilung gemäß den landesweiten Wahlen von 2022:
Regierungslager:
- Libération et développement (Vorsitz Nabih Berri, der Amal-Bewegung nahestehend): 15 Abgeordnete, davon 11 Schiiten, 1 Maronit, 1 Druse, 2 Griechisch-Katholische
- Fidélité à la Résistance (Vorsitz Mohammad Raad, Hisbollah-nahe): 14 Abgeordnete, davon 11 Schiiten, 1 Maronit, 2 Sunniten
- Modération nationale: 13 Abgeordnete
- Liban Fort (Gründer Michel Aoun): 13 Abgeordnete
- Rassemblement démocratique (sozialistisch, PSP-nahe, Anführer Walid Dschumblat): 8 Abgeordnete
- Compatibilité nationale: 5 Abgeordnete
- Bloc national indépendant (Gründer Suleiman Frangieh): 4 Abgeordnete
- 1 Armenier

Opposition:
- République forte (Gründer Samir Geagea, den Forces Libanaises nahestehend): 19 Abgeordnete
- Forces de changement: 9 Abgeordnete
- Kata’ib (sogenannte Phalange, Vorsitz Sami Gemayel): 4 Abgeordnete
- Renouveau: 3 Abgeordnete
- andere Parteien: 19 Abgeordnete

Vor der Unabhängigkeit wurde unter der Verwaltung als französisches Schutzgebiet die Gleichheit aller Bürgerinnen und Bürger vor dem Gesetz in Artikel 7 der Verfassung vom 26. Mai 1926 proklamiert, Frauen wurden nicht gesondert erwähnt. 1926 wurde zwar ein aktives Frauenwahlrecht eingeführt, war aber an Bildungsvoraussetzungen gebunden. 1943 wurde das Land unabhängig. Ab 1952 bestand für alle Männer Wahlpflicht, während Frauen ab 21 Jahren mit Grundschulbildung ein Wahlrecht hatten.

### Parteien
Im Libanon besteht – im Gegensatz zu anderen arabischen Staaten  – ein pluralistisches Parteiensystem.
Stärkste Parteien der prowestlichen Koalition „14. März“:
- Zukunftsbewegung (Courant du futur) unter dem sunnitischen Führer Saad Hariri
- Forces Libanaises (FL) als christliche politische Organisation, die im Jahr 1978 von dem gewählten, aber noch vor Amtsantritt ermordeten Präsidenten Bachir Gemayel gegründet wurde. Unter den pro-syrischen Regierungen litten die FL unter starken Beschränkungen. Erst die „Zedernrevolution“ Anfang 2005 und der darauf folgende Abzug der syrischen Truppen brachte unter anderem mit der Haftentlassung ihres Führers Samir Geagea den Forces Libanaises Betätigungsfreiheit.
- Kataeb-Partei (Phalanges) unter dem christlichen ehemaligen Präsidenten Amin Gemayel
- Sozialdemokratische Hntschak-Partei (Henchack) als Partei der Armenier

Stärkste Parteien der antiwestlichen Koalition „8. März“:
- Hisbollah: im Bürgerkrieg entstandene schiitisch-religiöse Partei und Miliz
- Freie Patriotische Bewegung (FPM): Eine Bewegung, die seit 1990 gegen die syrische Besetzung des Landes protestierte und bis zum Abzug der syrischen Armee verboten war. Geführt von dem maronitischen General Michel Aoun.
- Amal-Bewegung: traditionelle schiitische Bewegung, die gegen die Besetzung des Landes durch Israel kämpfte. Nach dem Bürgerkrieg Versöhnung mit der Hisbollah.
- Progressiv-Sozialistische Partei (PSP) des Drusenführers Walid Dschumblat. 2009 distanzierte sich Dschumblat von der prowestlichen Koalition „14. März“ (siehe oben) und ordnete seine Partei in der Mitte ein.

### Politische Indizes
| Name des Index                     | Indexwert    | Weltweiter Rang | Interpretationshilfe | Jahr |
| ---------------------------------- | ------------ | --------------- | --- | ---- |
| Fragile States Index               | 92,7 von 120 | 23 von 179      | Stabilität des Landes: Alarm 0 = sehr nachhaltig / 120 = sehr alarmierend Rang: 1 = fragilstes Land / 179 = stabilstes Land | 2024 |
| Demokratieindex                    | 3,56 von 10  | 109 von 167     | Autoritäres Regime 0 = autoritäres Regime / 10 = vollständige Demokratie                                                    | 2024 |
| Freedom in the World Index         | 42 von 100   | —               | Freiheitsstatus: teilweise frei 0 = unfrei / 100 = frei                                                                     | 2024 |
| Rangliste der Pressefreiheit       | 41,9 von 100 | 140 von 180     | Schwierige Lage für die Pressefreiheit 100 = gute Lage / 0 = sehr ernste Lage                                               | 2024 |
| Korruptionswahrnehmungsindex (CPI) | 22 von 100   | 154 von 181     | 0 = sehr korrupt / 100 = sehr sauber                                                                                        | 2024 |

### Soziales
Neben den staatlichen Sozialstrukturen sind auch zahlreiche Nichtregierungsorganisationen wie die National Institution of Social Care and Vocational Training tätig.
Homosexualität wird seit 2014 nicht mehr verurteilt, aber die Polizei verwendet dennoch Artikel 534 des libanesischen Strafgesetzbuches zur Einschüchterung und zur Registrierung der Betroffenen.

### Militär

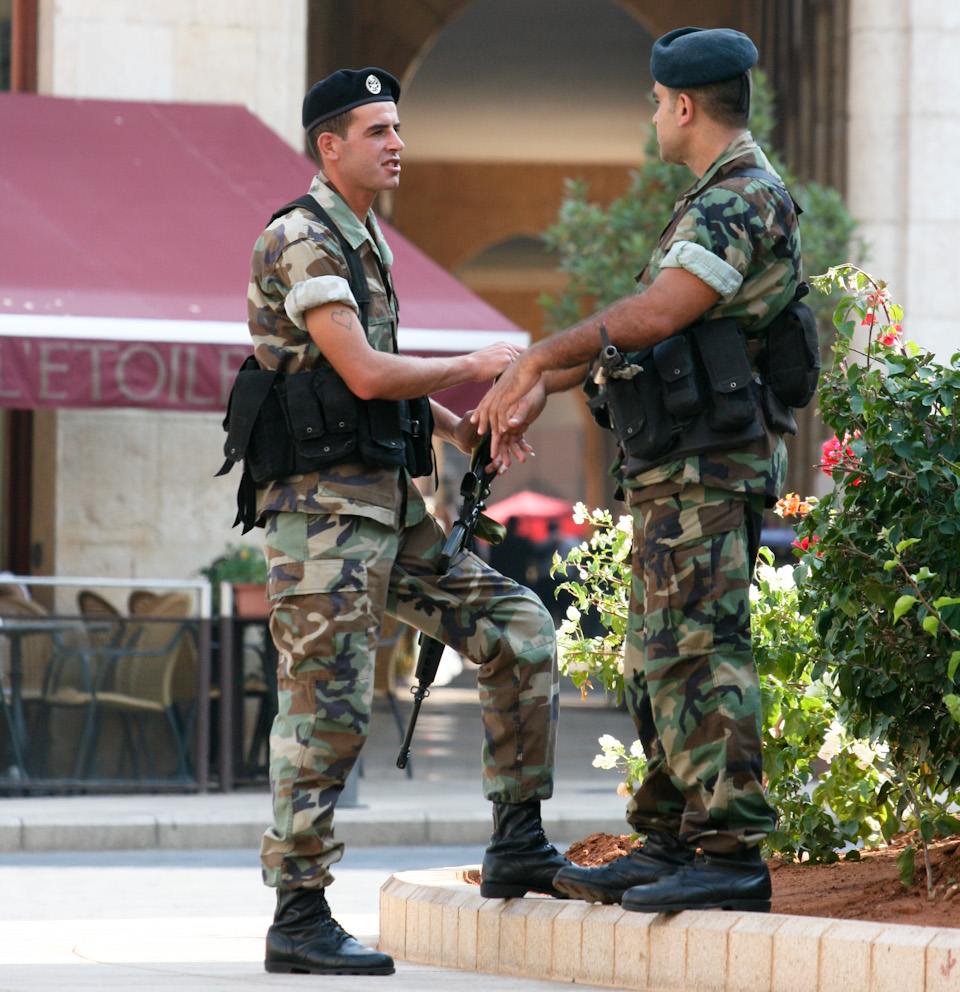
Soldaten der Armee 2009

Die Streitkräfte des Libanon bestehen aus den drei Teilstreitkräften Heer, Luftstreitkräfte und Marine und bestehen aus etwa 80.000 Soldaten. Alle drei Teilstreitkräfte werden vom Zentralkommando der libanesischen Streitkräfte in Jarzeh, im Osten von Beirut gelegen, kommandiert. Das Militär des Libanon setzte sich vor Abschaffung der Wehrpflicht 2008 aus Wehrpflichtigen zusammen, die ab dem 4. Mai 2005 einberufen wurden. Der Wehrdienst dauerte sechs Monate und die verpflichtende Reservezeit endete nach zwei Jahren.
Der Libanon gab 2017 knapp 4,5 Prozent seiner Wirtschaftsleistung oder 2,4 Milliarden US-Dollar für seine Streitkräfte aus. Die Militärausgaben als erheblicher Anteil der Staatsausgaben gehören mit 15,6 Prozent zu den höchsten der Welt.

### Verwaltungsgliederung
Der Libanon ist in neun Gouvernements unterteilt, die sich aus insgesamt 25 Distrikten zusammensetzen:
|  | 1. Akkar (seit 2014), Verwaltungssitz: Halba (Distrikte: Akkar) 2. Baalbek-Hermel (seit 2014), Verwaltungssitz: Baalbek (Distrikte: Hermel, Baalbek) 3. Bekaa, Verwaltungssitz: Zahlé (Distrikte: Zahlé, West-Bekaa, Rashaya) 4. Beirut 5. Keserwan-Jbeil (seit 2017), Verwaltungssitz: Jounieh (Distrikte: Jbeil, Keserwan) 6. Libanonberg*, Verwaltungssitz: Baabda (Distrikte: El Metn, Baabda, Aley, Chouf) 7. Nabatäa (seit 1983), Verwaltungssitz: Nabatäa (Distrikte: Nabatäa, Hasbaya, Marjayoun, Bent Jbeil) 8. Nord-Libanon, Verwaltungssitz: Tripoli (Distrikte: Tripoli, Zgharta, Miniyeh-Danniyeh, Koura, Bscharre, Batrun) 9. Süd-Libanon, Verwaltungssitz: Sidon (Distrikte: Jezzine, Sidon, Tyros) |

## Wirtschaft
Die Weltbank klassifiziert den Libanon 2017 als Land mittleren Einkommens. Ab 2019 begann eine schwere Wirtschaftskrise im Libanon, die einen Einbruch der Wirtschaftsleistung verursachte und die Verarmung weiter Teile der Bevölkerung verursachte. Seit 2019 befindet sich der Libanon in einer schweren Wirtschaftskrise. Der libanesische Staat hat bis 2020 fast 90 Milliarden US-Dollar Schulden angehäuft. Das Bruttoinlandsprodukt des Libanon betrug 2020 kaufkraftbereinigt 77,65 Mrd. US-Dollar. Das ergibt ein Pro-Kopf Einkommen von knapp 11.400 Dollar, womit das Land eines der reicheren in der arabischen Welt ist und das ungefähre Wohlstandsniveau von Ländern wie Peru und Algerien erreicht.
Der Libanon hat eine traditionell relativ freie Wirtschaft und eine starke Handelstradition. Die meist wohlhabende und erfolgreiche libanesische Diaspora trägt in Form von Überweisungen und Investments einen bedeutenden Teil zur einheimischen Wirtschaftsleistung bei. Die Wirtschaft ist stark auf den Dienstleistungssektor ausgerichtet, in dem vor allem der Finanz- und Tourismussektor das Wachstum treiben, die industrielle Basis des Landes ist dagegen nur schwach ausgeprägt. Probleme im Land sind Korruption, eine umständliche Bürokratie und dauerhafte politische Instabilität. Zudem hat das Land aufgrund des Bürgerkriegs und der Konflikte in der Region der letzten Jahrzehnte und der hohen Zahl an Flüchtlingen im Land, die versorgt werden müssen, eine der höchsten Staatsverschuldungsquoten der Welt. Die belasteten Staatsfinanzen verursachen außerdem unzureichende Investitionen in die öffentliche Infrastruktur. Im Global Competitiveness Index, der die Wettbewerbsfähigkeit eines Landes misst, belegt Libanon Platz 105 von 137 Ländern (Stand 2017–2018). Der Index für wirtschaftliche Freiheit 2024 des Landes war der 154 höchste von 176 Ländern.
Das Libanesische Pfund ist an den US-Dollar gekoppelt, der im Land als Zweitwährung verwendet wird. Jedoch ist der Wert der Währung auf den Kapitalmärkten seit der Entfaltung der Bankenkrise im Frühjahr 2020 um ein Vielfaches gefallen. Das strenge Bankgeheimnis des Libanon bringt ihm auch den Beinamen „Schweiz des Ostens“ ein.
Das Land führt eine Wertpapierbörse – die Beirut Stock Exchange.
| Jahr                                    | 2010   | 2015   | 2016   | 2017   | 2018   | 2019   | 2020    | 2021    | 2022    | 2023    |
| --------------------------------------- | ------ | ------ | ------ | ------ | ------ | ------ | ------- | ------- | ------- | ------- |
| BIP in Mrd. USD (Kaufkraftparität)      | 102,2  | 122,6  | 125,7  | 129,1  | 131,6  | 125,9  | 76,8    | 59,9    | 64,8    | 66,7    |
| BIP pro Kopf in USD (Kaufkraftparität)  | 20.456 | 19.164 | 20.088 | 21.139 | 22.108 | 21.779 | 13.566  | 10.711  | 11.807  | 12.454  |
| BIP-Wachstum (real)                     | 8,0 %  | 0,5 %  | 1,6 %  | 0,9 %  | −1,9 % | −6,8 % | −24,6 % | 2,0 %   | 1,0 %   | −0,7 %  |
| Inflation (in Prozent)                  | 4,0 %  | −3,8 % | −0,8 % | 4,5 %  | 6,1 %  | 2,9 %  | 84,9 %  | 154,8 % | 171,2 % | 221,3 % |
| Staatsverschuldung (in Prozent des BIP) | 137 %  | 141 %  | 146 %  | 150 %  | 155 %  | 172 %  | 149 %   | 358 %   | 255 %   | 195 %   |

### Außenhandel
Das Land exportiert Ernährungsgüter (18,8 % der Exporte), Schmuckwaren (17,8 %), chemische Erzeugnisse (14,9 %), Maschinen und Elektrogeräte (10,5 %), Metalle und Metallprodukte (8,8 %) sowie Papier und Papierprodukte (7,4 %). Importiert werden Maschinen und Elektroausrüstung (21,8 %), Ernährungsgüter (18,2 %), mineralische Rohstoffe (17,6 %), chemische Erzeugnisse (12,0 %), Transportmittel (8,9 %), Edel- und Halbedelsteine (6,8 %), Metalle und Metallprodukte (6,1 %) sowie Textilien (5,7 %).
Da die meisten Lebensmittel und industrielle Erzeugnisse importiert werden müssen, hat das Land ein Leistungsbilanzdefizit. Die wichtigsten Importpartner waren 2015 die Volksrepublik China (11,5 % der Importe), Italien (7,1 %), Deutschland (6,8 %), Frankreich (6,0 %), die USA (5,7 %), Russland (4,6 %) und Griechenland (4,4 %). Die wichtigsten Exportpartner waren im selben Jahr Saudi-Arabien (12,1 % der Exporte), die Vereinigten Arabischen Emirate (10,6 %), der Irak (7,6 %), Syrien (7,1 %) und Südafrika (6,6 %).

### Staatshaushalt
Der Staatshaushalt umfasste 2016 Ausgaben von umgerechnet 14,4 Mrd. US-Dollar, dem standen Einnahmen von umgerechnet 9,9 Mrd. US-Dollar gegenüber. Daraus ergibt sich ein Haushaltsdefizit in Höhe von 8,6 % des BIP. Die Staatsverschuldung betrug 2021 knapp 151 % des BIP. 2006 betrug der Anteil der Staatsausgaben (in % des BIP) folgender Bereiche:
- Gesundheit:[93] 8,8 %
- Bildung:[89] 2,7 %
- Militär:[89] 3,1 % (2005)

Der Libanon gehört seit Jahrzehnten zu den am höchsten verschuldeten Staaten der Welt. Dies ist auf den Bürgerkrieg und die Kosten des Wiederaufbaus zurückzuführen, zuvor hatte der Libanon stets eine äußerst konservative Haushaltspolitik betrieben. Trotz der auch nach dem Ende des Krieges instabilen wirtschaftlichen und politischen Lage konnten die Schulden drei Jahrzehnte lang stets pünktlich bedient werden. Am 7. März 2020 gab Ministerpräsident Diab in einer Fernsehansprache an das Volk bekannt, der Staat könne erstmals in seiner Geschichte Schulden nicht fristgemäß zurückzahlen. Betroffen sind am 9. März 2020 fällige Eurobonds im Umfang von 1,2 Milliarden US-Dollar. Insgesamt habe das Land im Jahr 2020 Schulden von 4,6 Milliarden US-Dollar zu begleichen. Die Staatsverschuldung ist laut Diab inzwischen auf 90 Milliarden US-Dollar angewachsen, entsprechend 170 % des Bruttoinlandproduktes. Am 1. Mai 2020 unterzeichnete Ministerpräsident Diab ein Gesuch an den Internationalen Währungsfonds mit der Bitte um Finanzhilfe. Tags zuvor hatte das Kabinett einen Reformplan für das Land verabschiedet.

## Verkehr

### Schienenverkehr
Der zuletzt durch die Chemin de fer de l’État Libanais betriebene Schienenverkehr im Libanon wurde im libanesischen Bürgerkrieg zerstört und nicht wieder aufgebaut. Derzeit wird ein Wiederaufbau nicht geplant.

### Häfen
Der wichtigste Hafen ist der Hafen von Beirut. Der derzeit einzige für den zivilen Flugverkehr genutzte Flughafen ist der Rafiq-Hariri-Flughafen in Beirut.

### Straßenverkehr
Der Libanon verfügt – speziell im Westen – über ein zum Teil sehr dichtes Straßennetz. Die wichtigsten Strecken sind die teilweise als Autobahn ausgebaute Nord-Süd-Küstenstraße zwischen der syrischen und israelischen Grenze (228 km), die Ost-West-Fernverkehrsstraße nach Damaskus (112 km) und die Nord-Süd-Binnenstraße von der syrischen Grenze über Baalbek-Zahlé nach Beirut. Obwohl die Hauptstraßen asphaltiert sind, ist die Qualität der meisten Straßen schlecht, in den Bergen sogar sehr schlecht. Die Pass-/Gebirgsstraßen (außer die wichtigsten Hauptrouten) sind nur im Sommer sicher befahrbar. In und um Beirut herrscht immenser Verkehr, ebenso auf der Küstenautobahn Tripoli – Beirut – Tyros. Unfälle sind häufig: 2008 gab es im Libanon mit seinen damals 4 Millionen Einwohnern über 11.000 Verletzte und 850 Tote im Straßenverkehr.

### Öffentliche Verkehrsmittel
Auch bei Überlandfahrten sind Taxen/Sammeltaxen das übliche Verkehrsmittel. Einige überörtliche und lokale Buslinien bestehen, sind aber für Ausländer schwer zu nutzen, weil es weder gekennzeichnete Strecken noch bestimmte Haltestellen oder Fahrpläne gibt.

## Kultur

### Architektur

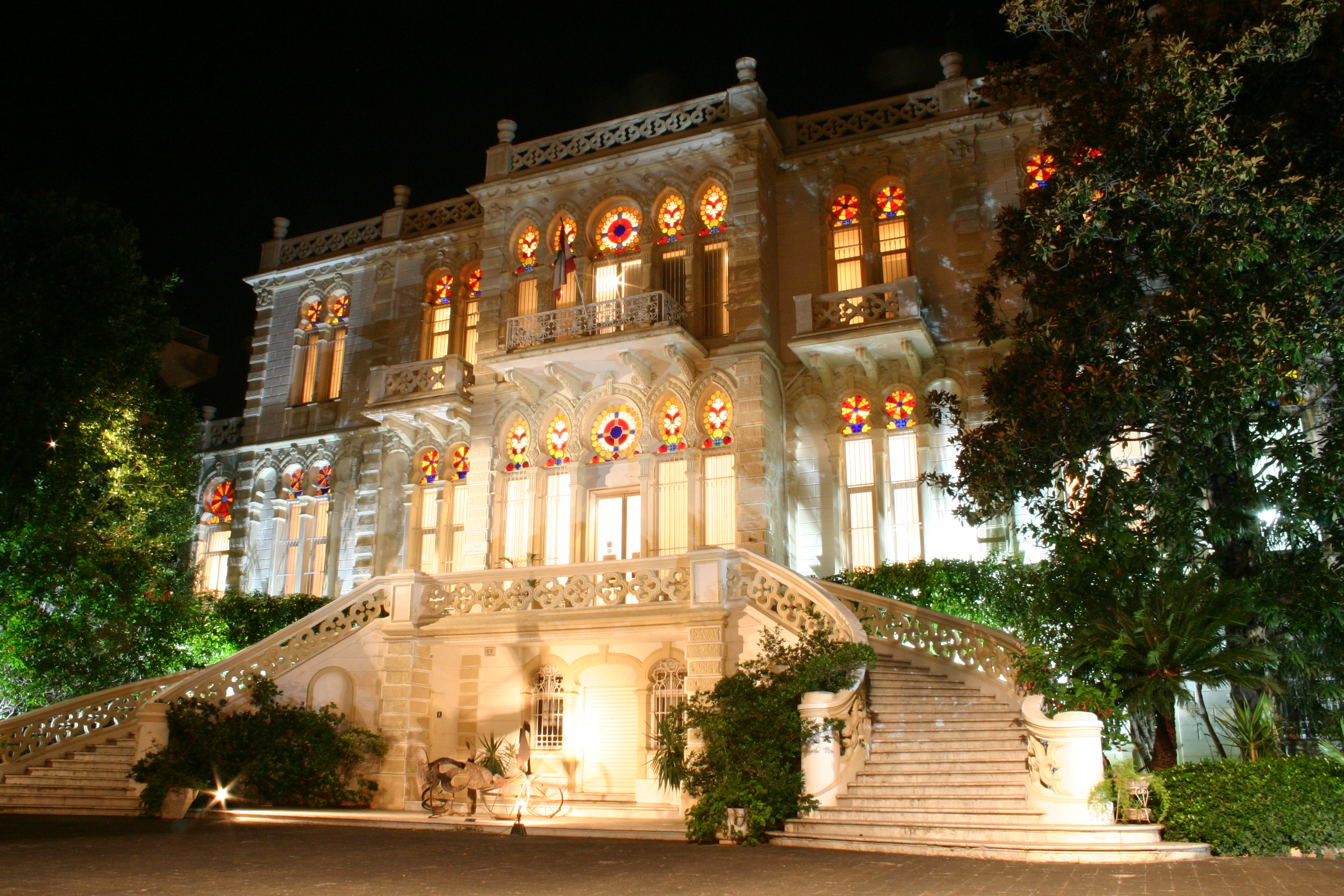
Palais Sursock, Beirut, 1860 fertiggestellt

Die Architektur des Libanon zeigt seit der Renaissance einen starken italienischen Einfluss. Der Landesfürst Fachr ad-Dīn II. (1572–1635) brachte in dieser Zeit ein ehrgeiziges Programm zur Entwicklung des Landes auf den Weg. Als die Osmanen Fachr ad-Dīn 1613 in die Toskana ins Exil schickten, schloss er dort einen Bund mit den Medici. Nach seiner Rückkehr 1618 begann er, den Libanon zu modernisieren. Er förderte die Entstehung einer Seidenindustrie, den Ausbau der Olivenölproduktion und brachte viele italienische Ingenieure ins Land, die überall Herren- und Wohnhäuser zu bauen begannen. Insbesondere die Städte Beirut und Sidon wurden im italienischen Stil erbaut. Diese Bauwerke, besonders die in Dair al-Qamar, beeinflussten den Baustil im Libanon bis in die Gegenwart. Das Erscheinungsbild vieler berühmter Straßen, wie die Rue Gouraud in Beirut, ist durch historische Häuser im italienischen Renaissance-Stil geprägt. Eines der schillerndsten jüngeren Beispiele für den Stil ist das im 19. Jahrhundert errichtete Gebäude des Sursock-Museums.

### Medienlandschaft
Aufgrund seiner konfessionellen Vielfalt und der politischen Pluralität hat der Libanon im Verhältnis zur Zahl seiner Einwohner eine große Medienlandschaft. Gleichwohl wurden von Reporter ohne Grenzen Einschränkungen der Pressefreiheit berichtet. So kamen einige Journalisten bei Anschlägen ums Leben, beispielsweise Samir Kassir oder auch Gebran Tueni. Vor diesem Hintergrund wurde am 10. Oktober 2005 der Samir-Kassir-Preis für Pressefreiheit durch die Europäische Kommission gegründet.
Die Fernsehsender des Libanon gliedern sich größtenteils nach konfessionellen bzw. politischen Strömungen: LBCI steht der Forces Libanaises und Al-Manar-TV der Hisbollah nahe, während Future TV wird der Zukunftsbewegung um Saad Hariri und NBN der Amal-Bewegung zugerechnet wird. NewTV und NewTV-SAT stehen linken Parteien nahe. Orange TV (OTV) ist seit Juli 2007 auf Sendung und wurde von der von General Michel Aoun gegründeten Freien Patriotischen Bewegung unterstützt. Télé Lumière ist ein religiöser Sender, der zur maronitischen Kirche gehört.
Eine Ausnahme unter den Sendern bildet das staatliche Télé Liban, das ein eher kulturelles Programm ohne direkte politische Stellungnahmen anbietet. Ebenfalls öffentlich-rechtlich organisiert ist der Hörfunksender Radio Liban, der ganztags ein arabisch- und ein französischsprachiges Programm sendet. Daneben gibt es eine Vielzahl privatrechtlicher Hörfunkstationen, die teilweise auch auf Französisch und Englisch senden. Die Presselandschaft umfasst neben zahlreichen arabischsprachigen Zeitungen den seit 1952 erscheinenden englischsprachigen Daily Star und den französischsprachigen L’Orient-Le Jour, der 1971 aus dem Zusammenschluss zweier traditionsreicher frankophoner Blätter entstand.
Im Jahr 2022 nutzten 90,1 Prozent der Einwohner Libanons das Internet.

### Feiertage

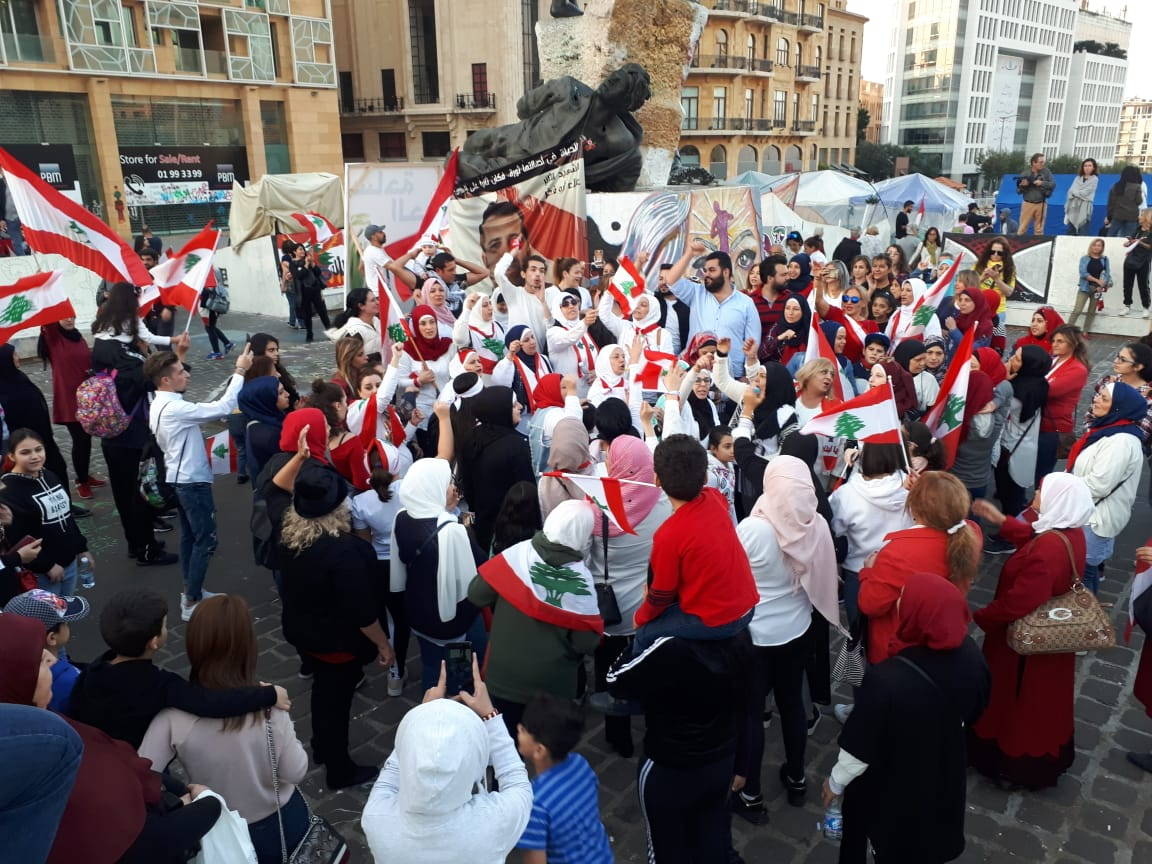
Feiern zum Unabhängigkeitstag in Beirut 2019

Der Nationalfeiertag ist der 22. November, Tag der Unabhängigkeit des Großlibanon von Frankreich 1943. Aufgrund der konfessionellen Vielfalt im Libanon gelten sowohl muslimische als auch christliche Feiertage für die ganze Bevölkerung. So haben libanesische Schüler sowohl am Opferfest wie auch zu Ostern schulfrei. Am 1. September 2020 feierte der Libanon unter Anwesenheit des französischen Staatspräsidenten Emmanuel Macron als einzigem ausländischen Staatsoberhaupt den 100. Jahrestag der Proklamation des Großlibanon. Die Kunstflugstaffel Patrouille de France zeichnete die libanesischen Nationalfarben in den Himmel über Beirut.

### Festivals
Im Libanon finden seit seiner staatlichen Unabhängigkeit mehrere internationale Kulturfestivals statt, die Darbietungen europäischer und libanesischer Künstler zusammenführen, namentlich das seit 1955 nahezu jährlich veranstaltete Festival in den antiken Stätten von Baalbek und das seit der Endphase des Bürgerkriegs zusätzlich veranstaltete Festival im Palast Beit ed-Din.

### Libanesische Küche
Die libanesische Küche ist ähnlich den Küchen vieler Länder dieser Region. Grundbestandteile sind Gemüse, Obst, getrocknete Hülsenfrüchte, Bulgur, Reis, Fisch, Fleisch insbesondere von Lamm und Huhn, Nüsse, Oliven, Joghurt und Tahini. Viele Speisen sind vegetarisch. Zu den bekanntesten Gerichten gehört Kibbeh, das in der gesamten Region gegessen wird, oder auch Hummus und Taboulé.

### Sport
Special Olympics Libanon wurde 1989 gegründet und nahm mehrmals an Special Olympics Weltspielen teil.